# Sarsina
Sarsina ou, na sua forma em português, Sársina é uma comuna italiana da região da Emília-Romanha, província de Forlì-Cesena, com cerca de 3.662 habitantes. Estende-se por uma área de 100 km², tendo uma densidade populacional de 37 hab/km². Faz fronteira com Bagno di Romagna, Cesena, Civitella di Romagna, Mercato Saraceno, Sant'Agata Feltria (PU), Santa Sofia, Sogliano al Rubicone, Verghereto.

## Demografia
| Variação demográfica do município entre 1861 e 2011                               |
|                                                                                   |
| Fonte: Istituto Nazionale di Statistica (ISTAT) - Elaboração gráfica da Wikipedia |